# Batalha de Ásculo
A Batalha de Ásculo foi travada em 279 a.C. entre as legiões romanas comandadas pelo cônsul Públio Décio Mus e o exército do general grego Pirro do Epiro e seus aliados tarantinos, oscos e samnitas. Foi a segunda batalha da Guerra Pírrica e parte do conflito entre a República Romana e Taranto pelo controle da Magna Grécia. Ela aconteceu depois que Pirro se retirou em sua marcha até Roma, durante a qual pretendia recrutar aliados entre os povos subjugados pelos Romanos. Ela aconteceu nas colinas perto de Ásculo e terminou em mais uma vitória de Pirro.

## Contexto
A partir do século V a.C., a República Romana foi conquistando progressivamente toda a Itália peninsular. Depois das três Guerras Latinas, que deram a Roma o controle total sobre o Lácio, os samnitas, uma tribo muito poderosa que habitava o centro da península, começaram a se opor ao crescente poderio romano, o que resultou nas Guerras Samnitas, que terminaram na conquista e anexação do Sâmnio por Roma. Nas Guerras Pírricas, os samnitas foram o povo itálico que mais apoiou Pirro por causa do ódio que ainda nutriam pelos romanos.
Roma venceu sucessivamente os povos do Lácio, os etruscos, os gauleses (que haviam se assentado no Ager Gallicus, a futura Gália Cisalpina), os samnitas e, finalmente, decidiu conquistar os povos nativos do interior (messápios, oscos, apúlios, brútios e dáunios).

### Início das Guerras Pírricas
As Guerra Pírrica teve sua origem em uma violação, por parte de Roma, de um antigo tratado com a cidade-estado grega de Taranto ao enviar uma frota para ajudar a cidade de Túrios contra as incursões das tribos nativas da Lucânia. Taranto atacou a frota romana o que, apesar das tentativas de resolução diplomática, levou à declaração de guerra. Os tarantinos pediram ajuda a Pirro, que aceitou ajudar Taranto.
Pirro chegou à Itália em 280 a.C. com 25 000 soldados e alguns elefantes de guerra. O primeiro enfrentamento ocorreu perto de Heracleia, onde o cônsul Públio Valério Levino foi derrotado com perdas de cerca de 7 000 homens. Apesar de ter vencido a batalha, Pirro perdeu também muitos soldados, mas, possivelmente, o golpe mais duro sofrido por ele foi que poucas tribos nativas se uniram a ele em sua guerra contra Roma, ao contrário do que esperava.
Pirro decidiu então avançar até a Campânia, mas, depois de fracassar em sua tentativa de tomar Cápua, a capital, se voltou para Roma na esperança de recrutar os habitantes das cidades pelas quais passavam, todas conquistadas por Roma no passado. Foi obrigado a voltar a menos de trinta quilômetros da cidade por causa da falta de apoio local. Sua intenção era impor duras condições de paz a Roma, mas esta não aceitou iniciar negociações e devolveu a Pirro todos os prisioneiros que ele havia enviado na tentativa de convencer o Senado Romano.
Em sua retirada para o sul de Roma, Pirro foi alcançado pelo exército de Públio Décio Mus em uma planície rodeada por colinas perto da cidade de Ásculo, a 130 quilômetros de Taranto.

## Exércitos
Neste segundo encontro entre as falanges macedônicas e as legiões romanas, os dois exércitos estavam em igualdade numérica. Os romanos tinham um número maior de soldados na infantaria (quatro legiões, cerca de 20 000 romanos e auxiliares dáunios) e 300 armas especiais. Pirro utilizou sua infantaria macedônica e sua cavalaria, uma infantaria mercenária grega, aliados gregos da Magna Grécia, incluindo uma milícia tarantina, a cavalaria e infantaria samnita e mais os vinte elefantes de guerra, que tanto pavor provocaram em Heracleia. Os gregos levavam a vantagem em relação à cavalaria e aos elefantes. Para contrapor a flexibilidade das legiões romanas, Pirro misturou a infantaria ligeira itálica com suas falanges.
Depois da Batalha de Heracleia, onde os elefantes gregos produziram um grande impacto sobre os legionários, o exército romano se valeu de projéteis e armas especiais para tentar conter os animais: carros de boi equipados com enormes piques, recipientes de cerâmica em chamas para assustá-los e as tropas específicas cuja missão era proteger o resto do exército com lanças e outros projéteis.

## Batalha
A batalha transcorreu por dois dias. Como era normal na época, os dois exércitos lançaram sua infantaria no centro: na ala direita, os samnitas e epirotas, na esquerda, os brútios, lucanos e salentinos e, no centro, os tarantinos. A cavalaria protegia os flancos e, a princípio, Pirro colocou sua guarda pessoal montada e os elefantes de guerra logo atrás da infantaria como reserva.

Mapa revelando as zonas de influência dos principais poderes do Mediterrâneo na época da Guerra Pírrica

No primeiro dia, a cavalaria e os elefantes de Pirro foram bloqueados pelas árvores e colinas que circundavam o local da batalha. Apesar disto, as falanges não tiveram problemas para enfrentar a infantaria itálica. Os macedônios derrotaram a primeira legião romana e seus aliados na ala esquerda, mas a terceira e a quarta venceram os tarantinos, oscos e epirotas no centro enquanto os dáunios atacavam o acampamento grego. Pirro então enviou parte de sua cavalaria para tapar o vão aberto no centro de sua formação e uma outra parte, com alguns elefantes, para afugentar os dáunios. Quando eles se retiraram para uma colina escarpada e inacessível aos animais, Pirro decidiu lançar os elefantes contra a terceira e quarta legiões. Estas também se refugiaram nas colinas cobertas de árvores, mas se viram impossibilitadas de aproveitar a vantagem, pois os arqueiros e fundeiros que escoltavam os elefantes dispararam projéteis em chamas, incendiando as árvores. Pirro então enviou os atamânios, acarnânios (ambos povos gregos aliados dos epirotas) e samnitas para forçar os romanos para fora da floresta, mas eles foram dispersados pela cavalaria romana. Os dois lados se retiraram da batalha com o cair da noite sem que nenhum deles tenha obtido uma clara vantagem.
Ao amanhecer, Pirro lançou sua infantaria ligeira no terreno escarpado que havia se mostrado ser um ponto fraco no dia anterior, o que forçou os romanos a travar a batalha em campo aberto. Da mesma forma que em Heracleia, as legiões romanas e as falanges macedônicas lutaram até que uma carga dos elefantes, apoiados pela infantaria ligeira, rompeu a linha romana. Neste momento, os romanos enviaram seus "carros anti-elefantes", mas estes só foram eficazes por uns poucos instantes, já que os psiloi, depois de rechaçarem a cavalaria romana, atacaram os soldados que os conduziam. Os elefantes se lançaram com força sobre a infantaria, que começou a recuar. Simultaneamente, Pirro lançou sua guarda pessoa para completar a vitória. Os romanos se retiraram de forma desordenada até seu acampamento.

## Consequências
Os romanos perderam 6 000 homens e Pirro, 3 500, incluindo muitos oficiais. Estas vitórias gregas, por pouco e à custa de grandes perdas, levou à criação do termo "vitória pírrica" para denominar uma vitória que se consegue a um custo tão alto que impede o aproveitamento de seus resultados. Pirro, em algum momento depois da batalha, teria dito: "Outra vitória como esta e estamos acabados", apesar de algumas fontes sugerirem que ele teria dito: "Outra vitória como esta e voltarei para o Epiro". Segundo a tradição, o cônsul Públio Décio Mus teria sido morto durante a batalha depois de sacrificar sua vida aos deuses ("devotio") em troca da vitória, uma tradição familiar; outras obras sugerem que ele teria sobrevivido.

Avanço de Pirro em direção a Roma

Sabendo que sua situação era desesperadora por causa das grandes perdas sofridas, Pirro ofereceu uma trégua a Roma. Apesar disto, o Senado Romano se negou a aceitar qualquer acordo enquanto Pirro mantivesse tropas em território italiano. Roma, por outro lado, decidiu firmar um tratado com Cartago para enfrentar Pirro, o que atrapalhou sua carreira militar, pois as cidades-estado gregos, as mesmas que Pirro dizia defender, sentiam que, por culpa dele, haviam perdido a oportunidade de se aliaram com Roma ou com Cartago, a única esperança grega, pois as duas eram as grandes potências da região.
Muitas destas cidades então retiraram seu apoio a Pirro. Além disso, ainda que tenha vencido todas as batalhas, os gregos perdiam mais homens do que poderiam sustentar, o que forçou Pirro a cruzar para a Sicília. Lá, os cartagineses já estavam cercando Siracusa, o que fez com que Pirro se dirigisse diretamente para Panormo, onde tomou várias posições importantes e negou a Cartago o controle total da ilha, chegando inclusive a encurralá-los em Lilibeu. Finalmente, Pirro foi derrotado em solo italiano na Batalha de Malevento, em 275 a.C., e retornou para sua terra. Segundo Plutarco, teria dito: "Que campo de batalha deixo para Roma e Cartago!".